# Teatro Jorge Eliécer Gaitán
El Teatro Jorge Eliécer Gaitán es un teatro de Bogotá, ubicado en la localidad de Santa Fe sobre la carrera Séptima. Fue inaugurado en 1938 como Teatro Colombia y en los años 1973 adoptó su nombre actual. Este es un homenaje a Jorge Eliécer Gaitán.

## Historia
El teatro Gaitán ocupa la zona central de la cuadra comprendida entre la carrera Séptima y la Octava, y las calles Veintidós y Veintitrés, en la zona norte de la localidad de Santa Fe en el centro de Bogotá.
Su diseño se inició en 1938 y estuvo a cargo del arquitecto Richard Aeck, de la firma estadounidense Fred T. Ley, que también construyó el edificio Pedro A. López en el Eje Ambiental. Se inauguró el 20 de junio de 1940 con el nombre de Teatro Colombia

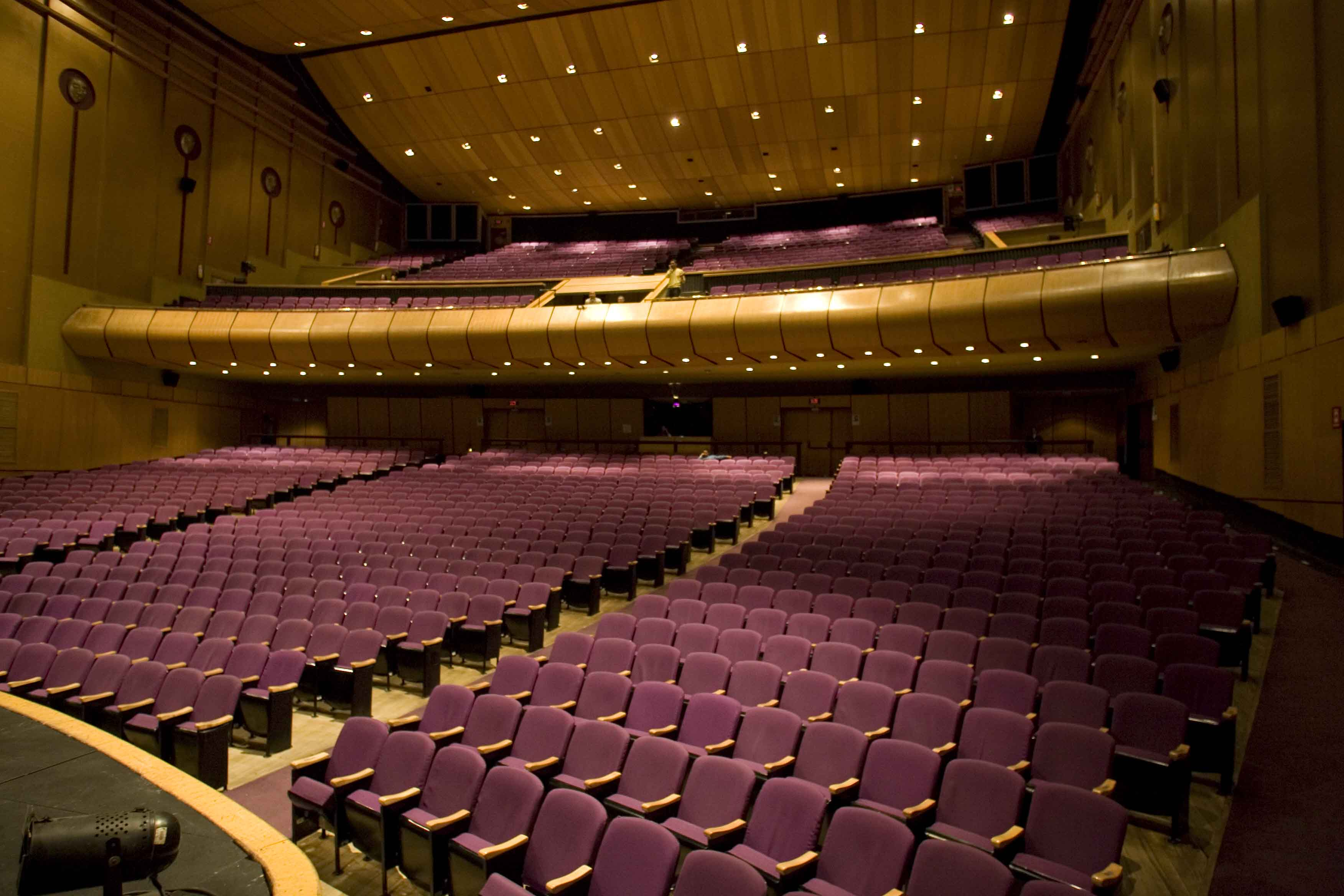
Interior del Teatro

En 1973 la Alcaldía Mayor de Bogotá lo adquirió y lo bautizó con el nombre del líder liberal Jorge Eliécer Gaitán. Entre 1996 y 1997 fue remodelado. A finales de los años 2000 estuvo asimismo cerrado para adecuar su estructura a los riesgos sísmicos que presenta la ciudad.
Además ha albergado artistas como Lindsey Stirling, Passenger, Joan Manuel Serrat, Lila Downs, entre otros.

## Arquitectura
El teatro se encuentra en un predio rectangular al que se accede por un amplio vestíbulo. Sus puertas de acceso son de madera y constituyen una decoración curva, que da a la carrera Séptima.
De la sección interior del vestíbulo parten dos escaleras que conducen a las plantas superiores. Por su parte, la platea está dividida en tres secciones, y a ella se accede mediante cuatro pasillos: dos laterales, y dos centrales. 
Tanto la decoración interior como la fachada enchapada en piedra son de estilo art decó. En la segunda, se destacan los cinco bajorrelieves alegóricos del escultor Bernardo Vieco, que representan la tragedia, la música, la filmografía, la danza y la comedia, es decir las musas de las bellas artes. Del mismo autor, son los quince relieves ornamentados con motivos vegetales, que se ubican en tres franjas en la mitad superior del edificio, separadas por planos verticales en piedra.